# Euphrasia cuneata
Euphrasia cuneata är en snyltrotsväxtart som beskrevs av Forst. f.. Euphrasia cuneata ingår i släktet ögontröster, och familjen snyltrotsväxter. Inga underarter finns listade i Catalogue of Life.